# 1970-es labdarúgó-világbajnokság (4. csoport)
Az 1970-es labdarúgó-világbajnokság 4. csoportjának mérkőzéseit június 2. és június 11. között játszották. A csoportban Peru, Bulgária, Marokkó és az NSZK szerepelt.
A csoportból az NSZK és Peru jutott tovább. A mérkőzéseken 24 gól esett.

## Tabella
| Csapat   | M | Gy | D | V | G+ | G– | Gk | P |
| -------- | - | -- | - | - | -- | -- | -- | - |
| NSZK     | 3 | 3  | 0 | 0 | 10 | 4  | +6 | 6 |
| Peru     | 3 | 2  | 0 | 1 | 7  | 5  | +2 | 4 |
| Bulgária | 3 | 0  | 1 | 2 | 5  | 9  | –4 | 1 |
| Marokkó  | 3 | 0  | 1 | 2 | 2  | 6  | –4 | 1 |

## Mérkőzések

### Peru – Bulgária
| 1970. június 2. 16:00 |

| Peru                                    | 3–2               | Bulgária                   |
| --------------------------------------- | ----------------- | -------------------------- |
| Gallardo 50' Chumpitaz 55' Cubillas 73' | (0–1) Jegyzőkönyv | Dermendzsiev 13' Bonev 49' |

| Estadio Nou Camp, León Nézőszám: 13 765 Játékvezető: Antonio Sbardella (olasz) |

| KA                   | 1  | Luis Rubiños           |  |     |
| V                    | 2  | Eloy Campos            |  | 29' |
| V                    | 3  | Orlando de la Torre    |  |     |
| V                    | 4  | Héctor Chumpitaz (csk) |  |     |
| V                    | 5  | Nicolás Fuentes        |  |     |
| KP                   | 6  | Ramón Mifflin          |  |     |
| KP                   | 7  | Roberto Challe         |  |     |
| CS                   | 8  | Julio Baylón           |  | 51' |
| CS                   | 9  | Pedro Pablo León       |  |     |
| CS                   | 10 | Teófilo Cubillas       |  |     |
| CS                   | 11 | Alberto Gallardo       |  |     |
| Cserék:              |    |                        |  |     |
| KP                   | 15 | Javier González        |  | 29' |
| CS                   | 20 | Hugo Sotil             |  | 51' |
| Szövetségi kapitány: |    |                        |  |     |
| Didi                 |    |                        |  |     |

| KA                   | 1  | Szimeon Szimeonov     |  |     |
| V                    | 2  | Alekszandar Salamanov |  |     |
| V                    | 3  | Ivan Dimitrov (csk)   |  |     |
| V                    | 5  | Ivan Davidov          |  |     |
| V                    | 4  | Sztefan Aladzsov      |  |     |
| KP                   | 8  | Hriszto Bonev         |  | 73' |
| KP                   | 6  | Dimitar Penev         |  |     |
| KP                   | 10 | Dimitar Jakimov       |  |     |
| CS                   | 7  | Georgi Popov          |  | 59' |
| CS                   | 9  | Petar Zsekov          |  |     |
| CS                   | 11 | Dinko Dermendzsiev    |  |     |
| Cserék:              |    |                       |  |     |
| CS                   | 18 | Dimitar Marasliev     |  | 59' |
| CS                   | 19 | Georgi Aszparuhov     |  | 73' |
| Szövetségi kapitány: |    |                       |  |     |
| Sztefan Bozskov      |    |                       |  |     |

| Partjelzők: Abel Aguilar Elizalde (mexikói) Marujama Josijuki (japán) |

### Marokkó – NSZK
| 1970. június 3. 16:00 |

| Marokkó     | 1–2               | NSZK                  |
| ----------- | ----------------- | --------------------- |
| Dzsarir 21' | (1–0) Jegyzőkönyv | Seeler 56' Müller 80' |

| Estadio Nou Camp, León Nézőszám: 12 942 Játékvezető: Laurens van Ravens (holland) |

| KA                   | 1  | Allál Ben Kasszu      |  |     |
| V                    | 2  | Abdallah Lamrani      |  |     |
| V                    | 4  | Múláj Hánúszí         |  |     |
| V                    | 5  | Kászem Szlímání       |  |     |
| V                    | 3  | Búdzsema Benhríf      |  |     |
| KP                   | 6  | Mohamed Mahrúfí       |  |     |
| KP                   | 8  | Drísz Bámúsz (csk)    |  | 72' |
| KP                   | 10 | Mohamed el-Fílalí     |  |     |
| KP                   | 7  | Szaíd Gándí           |  |     |
| CS                   | 11 | Maúhúb Gazúání        |  | 56' |
| CS                   | 14 | Human Dzsarir         |  |     |
| Cserék:              |    |                       |  |     |
| CS                   | 9  | Áhmed Farasz          |  | 72' |
| V                    | 18 | Abd el-Káder el-Híátí |  | 56' |
| Szövetségi kapitány: |    |                       |  |     |
| Blagoja Vidinić      |    |                       |  |     |

| KA                   | 1  | Sepp Maier           |  |     |
| V                    | 7  | Berti Vogts          |  |     |
| V                    | 5  | Willi Schulz         |  |     |
| V                    | 11 | Klaus Fichtel        |  |     |
| V                    | 2  | Horst-Dieter Höttges |  | 77' |
| KP                   | 4  | Franz Beckenbauer    |  |     |
| KP                   | 12 | Wolfgang Overath     |  |     |
| KP                   | 8  | Helmut Haller        |  | 46' |
| CS                   | 9  | Uwe Seeler (csk)     |  |     |
| CS                   | 13 | Gerd Müller          |  |     |
| CS                   | 10 | Sigfried Held        |  |     |
| Cserék:              |    |                      |  |     |
| CS                   | 17 | Hannes Löhr          |  | 77' |
| CS                   | 20 | Jürgen Grabowski     |  | 46' |
| Szövetségi kapitány: |    |                      |  |     |
| Helmut Schön         |    |                      |  |     |

| Partjelzők: José María Ortiz de Mendíbil (spanyol) Guillermo Velasquez (kolumbiai) |

### Peru – Marokkó
| 1970. június 6. 16:00 |

| Peru                        | 3–0               | Marokkó |
| --------------------------- | ----------------- | ------- |
| Cubillas 65' 75' Challe 67' | (0–0) Jegyzőkönyv |         |

| Estadio Nou Camp, León Nézőszám: 13 537 Játékvezető: Tofik Bahramov (szovjet) |

| KA                   | 1  | Luis Rubiños           |  |     |
| V                    | 13 | Pedro González         |  |     |
| V                    | 3  | Orlando de la Torre    |  |     |
| V                    | 4  | Héctor Chumpitaz (csk) |  |     |
| V                    | 5  | Nicolás Fuentes        |  |     |
| KP                   | 6  | Ramón Mifflin          |  | 56' |
| KP                   | 7  | Roberto Challe         |  |     |
| CS                   | 20 | Hugo Sotil             |  |     |
| CS                   | 9  | Pedro Pablo León       |  |     |
| CS                   | 11 | Alberto Gallardo       |  | 76' |
| CS                   | 10 | Teófilo Cubillas       |  |     |
| Cserék:              |    |                        |  |     |
| KP                   | 17 | Luis Cruzado           |  | 56' |
| CS                   | 22 | Oswaldo Ramírez        |  | 76' |
| Szövetségi kapitány: |    |                        |  |     |
| Didi                 |    |                        |  |     |

| KA                   | 1  | Allál Ben Kasszu   |  |     |
| V                    | 2  | Abdallah Lamrani   |  |     |
| V                    | 4  | Múláj Hánúszí      |  |     |
| V                    | 5  | Kászem Szlímání    |  |     |
| V                    | 3  | Búdzsema Benhríf   |  | 66' |
| KP                   | 6  | Mohamed Mahrúfí    |  |     |
| KP                   | 8  | Drísz Bámúsz (csk) |  |     |
| KP                   | 10 | Mohamed el-Fílalí  |  |     |
| KP                   | 7  | Szaíd Gándí        |  | 81' |
| CS                   | 11 | Maúhúb Gazúání     |  |     |
| CS                   | 14 | Human Dzsarir      |  |     |
| Cserék:              |    |                    |  |     |
| V                    | 13 | Dzsalílí Fádílí    |  | 66' |
| CS                   | 17 | Áhmed Alaúí        |  | 81' |
| Szövetségi kapitány: |    |                    |  |     |
| Blagoja Vidinić      |    |                    |  |     |

| Partjelzők: Marujama Josijuki (japán) Antonio Sbardella (olasz) |

### Bulgária – NSZK
| 1970. június 7. 12:00 |

| Bulgária                | 2–5               | NSZK                                                |
| ----------------------- | ----------------- | --------------------------------------------------- |
| Nikodimov 12' Kolev 89' | (1–2) Jegyzőkönyv | Libuda 20' Müller 27' 52' (11-esből) 88' Seeler 67' |

| Estadio Nou Camp, León Nézőszám: 12 710 Játékvezető: José María Ortiz de Mendíbil (spanyol) |

| KA                   | 1  | Szimeon Szimeonov      |  |     |
| V                    | 12 | Milko Gajdarszki       |  |     |
| V                    | 14 | Dobromir Zsecsev       |  |     |
| V                    | 17 | Todor Kolev            |  |     |
| V                    | 6  | Dimitar Penev          |  |     |
| KP                   | 15 | Borisz Gaganelov (csk) |  | 58' |
| KP                   | 16 | Aszparuh Nikodimov     |  |     |
| KP                   | 11 | Dinko Dermendzsiev     |  | 46' |
| KP                   | 19 | Georgi Aszparuhov      |  |     |
| CS                   | 18 | Dimitar Marasliev      |  |     |
| CS                   | 8  | Hriszto Bonev          |  |     |
| Cserék:              |    |                        |  |     |
| V                    | 2  | Alekszandar Salamanov  |  | 58' |
| KP                   | 20 | Vaszil Mitkov          |  | 46' |
| Szövetségi kapitány: |    |                        |  |     |
| Sztefan Bozskov      |    |                        |  |     |

| KA                   | 1  | Sepp Maier              |  |     |
| V                    | 7  | Berti Vogts             |  |     |
| V                    | 3  | Karl-Heinz Schnellinger |  |     |
| V                    | 11 | Klaus Fichtel           |  |     |
| V                    | 2  | Horst-Dieter Höttges    |  |     |
| KP                   | 4  | Franz Beckenbauer       |  | 72' |
| KP                   | 12 | Wolfgang Overath        |  |     |
| JSZ                  | 14 | Reinhard Libuda         |  |     |
| CS                   | 9  | Uwe Seeler (csk)        |  |     |
| CS                   | 13 | Gerd Müller             |  |     |
| BSZ                  | 17 | Hannes Löhr             |  | 58' |
| Cserék:              |    |                         |  |     |
| KP                   | 6  | Wolfgang Weber          |  | 72' |
| CS                   | 20 | Jürgen Grabowski        |  | 58' |
| Szövetségi kapitány: |    |                         |  |     |
| Helmut Schön         |    |                         |  |     |

| Partjelzők: Guillermo Velasquez (kolumbiai) Antonio Saldanha (portugál) |

### Peru – NSZK
| 1970. június 10. 16:00 |

| Peru         | 1–3               | NSZK               |
| ------------ | ----------------- | ------------------ |
| Cubillas 44' | (1–3) Jegyzőkönyv | Müller 19' 26' 39' |

| Estadio Nou Camp, León Nézőszám: 17 875 Játékvezető: Abel Aguilar Elizalde (mexikói) |

| KA                   | 1  | Luis Rubiños           |  |     |
| V                    | 13 | Pedro González         |  |     |
| V                    | 3  | Orlando de la Torre    |  |     |
| V                    | 4  | Héctor Chumpitaz (csk) |  |     |
| V                    | 5  | Nicolás Fuentes        |  |     |
| KP                   | 6  | Ramón Mifflin          |  |     |
| KP                   | 7  | Roberto Challe         |  | 72' |
| CS                   | 20 | Hugo Sotil             |  |     |
| CS                   | 9  | Pedro Pablo León       |  | 56' |
| CS                   | 11 | Alberto Gallardo       |  |     |
| CS                   | 10 | Teófilo Cubillas       |  |     |
| Cserék:              |    |                        |  |     |
| KP                   | 17 | Luis Cruzado           |  | 72' |
| CS                   | 22 | Oswaldo Ramírez        |  | 56' |
| Szövetségi kapitány: |    |                        |  |     |
| Didi                 |    |                        |  |     |

| KA                   | 1  | Sepp Maier              |  |     |
| V                    | 7  | Berti Vogts             |  |     |
| V                    | 3  | Karl-Heinz Schnellinger |  |     |
| V                    | 11 | Klaus Fichtel           |  |     |
| V                    | 2  | Horst-Dieter Höttges    |  | 46' |
| KP                   | 4  | Franz Beckenbauer       |  |     |
| KP                   | 12 | Wolfgang Overath        |  |     |
| JSZ                  | 14 | Reinhard Libuda         |  | 75' |
| CS                   | 9  | Uwe Seeler (csk)        |  |     |
| CS                   | 13 | Gerd Müller             |  |     |
| BSZ                  | 17 | Hannes Löhr             |  |     |
| Cserék:              |    |                         |  |     |
| V                    | 15 | Bernd Patzke            |  | 46' |
| CS                   | 20 | Jürgen Grabowski        |  | 75' |
| Szövetségi kapitány: |    |                         |  |     |
| Helmut Schön         |    |                         |  |     |

| Partjelzők: José María Ortiz de Mendíbil (spanyol) Antonio Sbardella (olasz) |

### Bulgária – Marokkó
| 1970. június 11. 16:00 |

| Bulgária    | 1–1               | Marokkó     |
| ----------- | ----------------- | ----------- |
| Zsecsev 40' | (1–0) Jegyzőkönyv | Gazúání 61' |

| Estadio Nou Camp, León Nézőszám: 12 299 Játékvezető: Antonio Saldanha (portugál) |

| KA                   | 13 | Sztojan Jordanov            |  |     |
| V                    | 12 | Milko Gajdarszki            |  |     |
| V                    | 14 | Dobromir Zsecsev            |  |     |
| V                    | 10 | Dimitar Jakimov             |  | 50' |
| V                    | 6  | Dimitar Penev               |  | 42' |
| KP                   | 2  | Alekszandar Salamanov (csk) |  |     |
| KP                   | 16 | Aszparuh Nikodimov          |  |     |
| KP                   | 17 | Todor Kolev                 |  |     |
| KP                   | 7  | Georgi Popov                |  |     |
| CS                   | 20 | Vaszil Mitkov               |  |     |
| CS                   | 19 | Georgi Aszparuhov           |  |     |
| Cserék:              |    |                             |  |     |
| V                    | 3  | Ivan Dimitrov               |  | 42' |
| CS                   | 8  | Hriszto Bonev               |  | 50' |
| Szövetségi kapitány: |    |                             |  |     |
| Sztefan Bozskov      |    |                             |  |     |

| KA                   | 12 | Mohammed Hazzaz    |  |     |
| V                    | 3  | Búdzsema Benhríf   |  |     |
| V                    | 13 | Dzsalílí Fádílí    |  |     |
| V                    | 4  | Múláj Hánúszí      |  |     |
| V                    | 5  | Kászem Szlímání    |  |     |
| KP                   | 6  | Mohamed Mahrúfí    |  |     |
| KP                   | 8  | Drísz Bámúsz (csk) |  | 46' |
| KP                   | 10 | Mohamed el-Fílalí  |  |     |
| KP                   | 7  | Szaíd Gándí        |  |     |
| CS                   | 17 | Áhmed Alaúí        |  | 74' |
| CS                   | 11 | Maúhúb Gazúání     |  |     |
| Cserék:              |    |                    |  |     |
| CS                   | 9  | Áhmed Farasz       |  | 74' |
| KP                   | 16 | Musztafa Sukrí     |  | 46' |
| Szövetségi kapitány: |    |                    |  |     |
| Blagoja Vidinić      |    |                    |  |     |

| Partjelzők: Tofik Bahramov (szovjet) Laurens van Ravens (holland) |